# Deutsche Eishockey-Meisterschaft 1935
Die Deutsche Eishockey-Meisterschaft 1935 war die 19. Austragung dieser Titelkämpfe.
Die Meisterschaft fand im Olympia-Eissport-Zentrum in Garmisch-Partenkirchen statt. Die Spiele der Trostrunde wurden auf dem Riessersee ausgetragen.

## Ausscheidungsspiele
| 30. Januar 1935 | Berliner Schlittschuhclub | 8:0 | Altonaer SV | Olympia-Eissport-Zentrum, Garmisch-Partenkirchen |

| 30. Januar 1935 | SC Riessersee | 9:1 | VfK Königsberg | Olympia-Eissport-Zentrum, Garmisch-Partenkirchen |

| 30. Januar 1935 | Berliner EC | 3:2 | Berliner HC | Olympia-Eissport-Zentrum, Garmisch-Partenkirchen |

| 30. Januar 1935 | Rastenburger SV 08 | 12:1 | SC Meiningen | Olympia-Eissport-Zentrum, Garmisch-Partenkirchen |

| 30. Januar 1935 | SC Brandenburg Berlin | 7:3 | SEV Schwenningen | Olympia-Eissport-Zentrum, Garmisch-Partenkirchen |

| 30. Januar 1935 | EV Füssen | kampflos | EV Beuthen | Olympia-Eissport-Zentrum, Garmisch-Partenkirchen |

## Vorrunde
Die Vorrunde fand vom 31. Januar bis 2. Februar 1935 statt.

### Gruppe A
|  | ESV Füssen | 5:0 (1:0, 1:0, 3:0) | Berliner Schlittschuhclub | Olympia-Eissport-Zentrum, Garmisch-Partenkirchen |

|  | ESV Füssen | 3:0 (0:0, 1:0, 2:0) | Berliner EC | Olympia-Eissport-Zentrum, Garmisch-Partenkirchen |

|  | Berliner EC | 1:2 0 | Berliner Schlittschuhclub | Olympia-Eissport-Zentrum, Garmisch-Partenkirchen |

| Rang |                           | Sp | S | U | N | Tore | Pkt |
| ---- | ------------------------- | -- | - | - | - | ---- | --- |
| 1.   | ESV Füssen                | 2  | 2 | 0 | 0 | 8:0  | 4:0 |
| 2.   | Berliner Schlittschuhclub | 2  | 1 | 0 | 2 | 2:6  | 2:2 |
| 3.   | Berliner EC               | 2  | 0 | 0 | 2 | 1:5  | 0:4 |

Abkürzungen: Sp = Spiele, S = Siege, U = Unentschieden, N = Niederlagen

### Gruppe B
|  | SC Riessersee | 0:0 (0:0, 0:0, 0:0) | Rastenburger SV | Olympia-Eissport-Zentrum, Garmisch-Partenkirchen |

|  | SC Riessersee | 3:0 (2:0, 1:0, 0:0) | SC Brandenburg | Olympia-Eissport-Zentrum, Garmisch-Partenkirchen |

|  | Rastenburger SV | 3:0 (0:0, 2:0, 1:0) | SC Brandenburg | Olympia-Eissport-Zentrum, Garmisch-Partenkirchen |

| Rang |                       | Sp | S | U | N | Tore | Pkt |
| ---- | --------------------- | -- | - | - | - | ---- | --- |
| 1.   | Rastenburger SV 09    | 2  | 1 | 1 | 0 | 3:0  | 3:1 |
| 1.   | SC Riessersee         | 2  | 1 | 1 | 0 | 3:0  | 3:1 |
| 3.   | SC Brandenburg Berlin | 2  | 0 | 0 | 2 | 0:6  | 0:4 |

Abkürzungen: Sp = Spiele, S = Siege, U = Unentschieden, N = Niederlagen
Entscheidungsspiel
| 3. Februar 1935 | SC Riessersee | 1:0 n. V. (0:0, 0:0, 0:0, 1:0) | Rastenburger SV | Olympia-Eissport-Zentrum, Garmisch-Partenkirchen |

## Finale
|  | SC Riessersee | 2:1 (0:1, 2:0, 0:0) | ESV Füssen | Olympia-Eissport-Zentrum, Garmisch-Partenkirchen |

### Meistermannschaft
| Deutscher Meister 1935 SC Riessersee | Wilhelm Egginger Karl Braumüller, Karl Wild, Hans Lang, Georg Strobl, Philipp Schenk, Joachim Albrecht von Bethmann-Hollweg, Werner George, Martin Schröttle Trainer: Van Heximer. |

## Trostrunde
Die Verlierer der Vorrundenspiele absolvierten eine zusätzliche Trostrunde auf dem Riessersee. Von dieser liegen nur zwei Ergebnisse vor, wobei das Spiel zwischen Königsberg und Meiningen ausdrücklich als Finale ausgewiesen ist.
|  | SC Meiningen | 7:0 | Berliner HC | Olympia-Eissport-Zentrum, Garmisch-Partenkirchen |

Finale
|  | VfK Königsberg | 3:0 | SC Meiningen | Olympia-Eissport-Zentrum, Garmisch-Partenkirchen |